# Britta Schellenberg
Britta Schellenberg (* 1972 in Berlin) ist eine deutsche Politikwissenschaftlerin und Rechtsextremismusforscherin.

## Leben
Schellenberg studierte Germanistik, Anglistik und Judaistik in Heidelberg, London und Berlin (M.A.). Seit 2002 ist die Wissenschaftliche Mitarbeiterin am Centrum für angewandte Politikforschung (CAP) an der Ludwig-Maximilians-Universität München. Sie war in New York und Bosnien tätig und wurde dann bei Wolfgang Benz im Fach Neuere Geschichte am Zentrum für Antisemitismusforschung (ZfA) der Technischen Universität Berlin zum Dr. phil. promoviert.
Ihr Forschungsschwerpunkt ist der Themenbereich „Strategien gegen Rechtsextremismus“. Schellenberg publizierte mehrere Schriften und veröffentlichte u. a. in Aus Politik und Zeitgeschichte und Internationale Politik. Sie wird von deutschen und internationalen Medien (u. a. Bayerischer Rundfunk, Deutsche Welle, WDR, ZDF und SWR), Initiativen (u. a. Netz gegen Nazis) und Organisationen (u. a. der Bundeszentrale für politische Bildung) als Rechtsextremismusexpertin herangezogen.

## Schriften (Auswahl)
- Mit Orkan Kösemen: Strategies for combating right-wing extremism in Europe. Hrsg. durch die Bertelsmann Stiftung. Bertelsmann Verlag, Gütersloh 2009, ISBN 978-3-86793-016-1.
- Hrsg. mit Nora Langenbacher: Ist Europa auf dem „rechten“ Weg? Rechtsextremismus und Rechtspopulismus in Europa. Friedrich-Ebert-Stiftung, Forum Berlin, Berlin 2011, ISBN 978-3-86872-684-8.
- Unterrichtspaket Demokratie und Rechtsextremismus. Auseinandersetzung mit Rechtsextremismus anhand rechtsextremer Musik. Wochenschau Verlag, Schwalbach 2011, ISBN 978-3-89974-633-4.
- Mügeln: Die Entwicklung rassistischer Hegemonien und die Ausbreitung der Neonazis. (PDF; 1,1 MB) Dresden 2014.
- Mit Jens Augner: Rechtsextremismus – eine Herausforderung für Staat und Gesellschaft. Unterrichts-Konzepte. Politik. Stark Verlag, Hallbergmoos 2012.
- Die Rechtsextremismus-Debatte. Charakteristika, Konflikte und ihre Folgen. 2. Auflage, Springer VS, Wiesbaden 2014, ISBN 978-3-658-04176-2.
- Hrsg. mit Martin Becher: Zivilgesellschaftliches Engagement gegen Rassismus und Rechtsextremismus. Herausforderungen und Gelingensfaktoren in der Auseinandersetzung mit Rechtsextremismus, Antisemitismus und Rassismus. Ein deutsch-tschechischer Sammelband (= Non-formale politische Bildung. Band 9). Wochenschau Verlag, Schwalbach 2015, ISBN 978-3-7344-0142-8.